# Dorfkirche Klockow (Schönfeld)

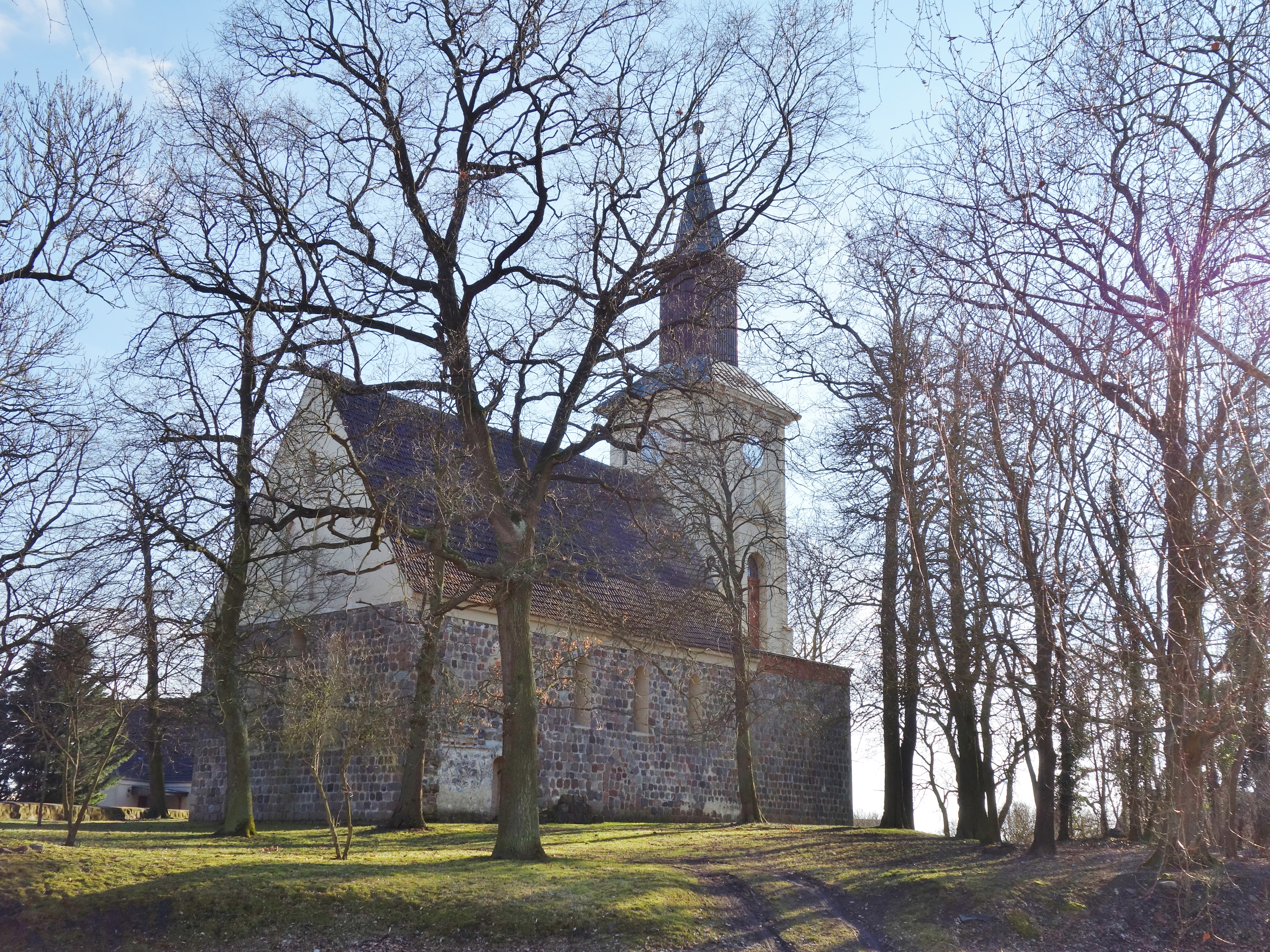
Dorfkirche Klockow (Schönfeld)

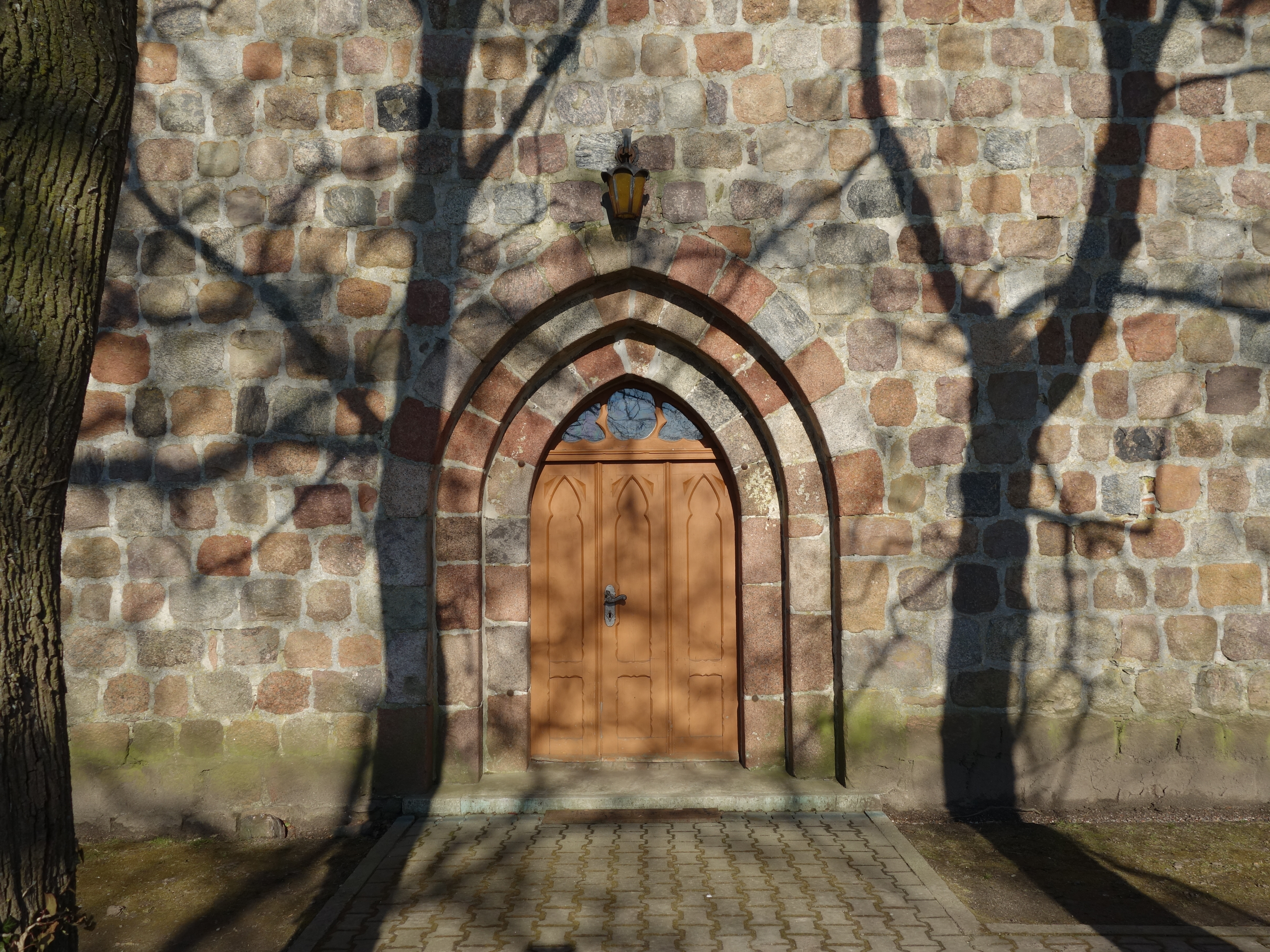
Westportal

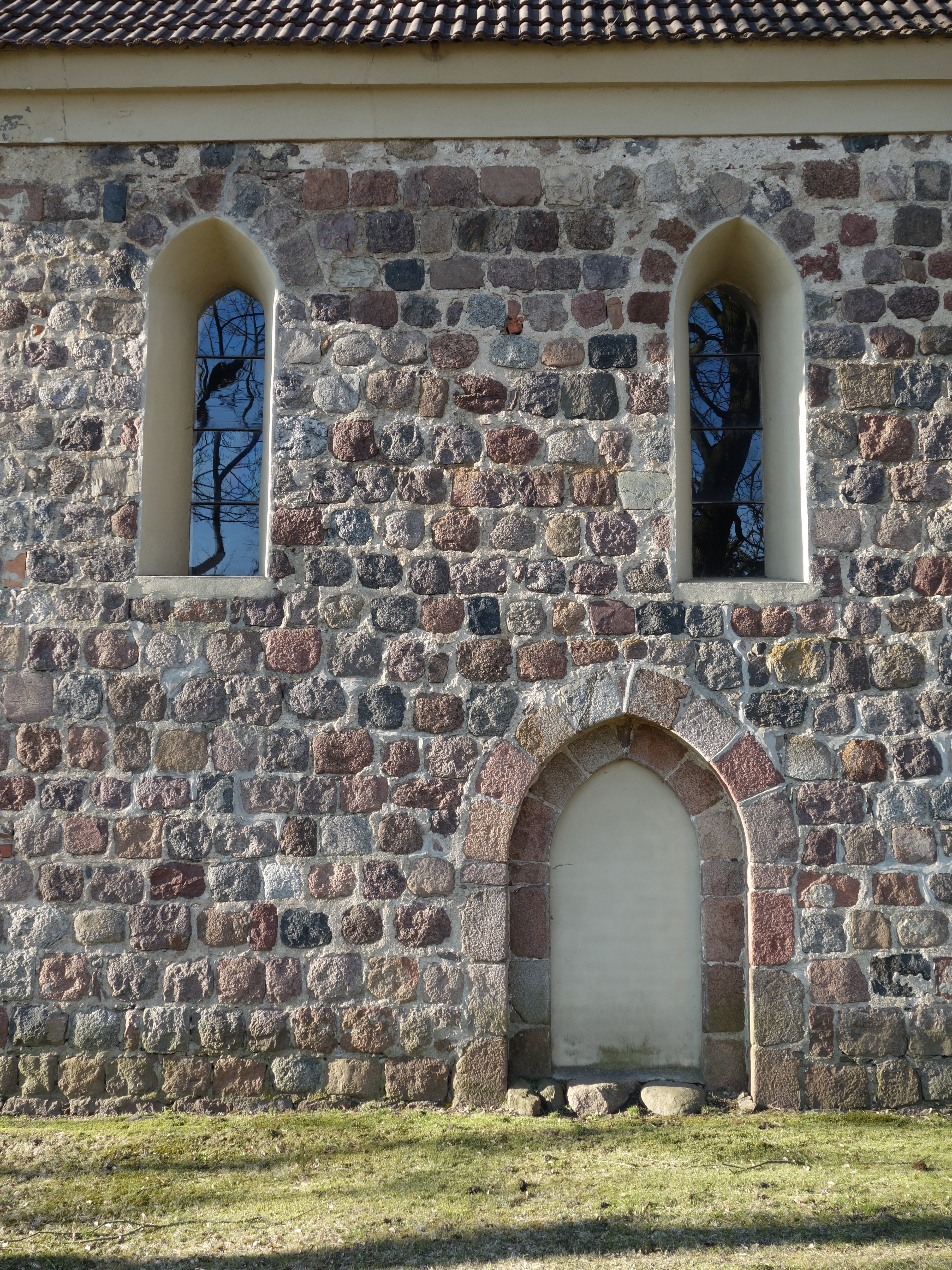
Vermauertes Portal auf der Südseite

Die evangelische Dorfkirche Klockow ist eine frühgotische Saalkirche im Ortsteil Klockow von Schönfeld im Landkreis Uckermark in Brandenburg. Sie gehört zur Kirchengemeinde Schönfeld im Kirchenkreis Uckermark der Evangelischen Kirche Berlin-Brandenburg-schlesische Oberlausitz und kann nach Anmeldung besichtigt werden.

## Geschichte und Architektur
Die Dorfkirche Klockow ist eine Saalkirche aus Feldsteinmauerwerk mit schiffsbreitem Westturm aus der zweiten Hälfte des 13. Jahrhunderts. Der verputzte quadratische Turmaufsatz ist mit von Dreiecksgiebeln bekrönten Rundbogenöffnungen, einem vorkragenden Kranzgesims und einer schlichten hölzernen Laterne von 1751 versehen. Das Bauwerk wurde in den Jahren 1990/1991 restauriert. Unter der Orgelempore wurde ein abgetrennter Raum für die Christenlehre und die Nutzung als Winterkirche geschaffen.
Ein zweifach gestuftes Westportal erschließt das Bauwerk, ein Nordportal und eines der Südportale sind vermauert. Die Lanzettfenster sind im ursprünglichen Zustand erhalten; in der Ostwand ist eine gestaffelte Dreifenstergruppe angeordnet, im Giebel zwei schmale Blenden.
Das Innere ist mit einer Balkendecke und einer Westempore versehen; die Raumfassung mit einer feinen Quaderung, Rahmung der Fenster und Fries unter der Decke stammt aus dem 19. Jahrhundert.

## Ausstattung
Das Hauptstück der Ausstattung ist ein hölzerner Altaraufsatz von 1723 mit korinthischen Säulen, gesprengtem Giebel, Strahlenglorie mit dem Auge Gottes und Schnitzwangen sowie geschnitzten Schranken. Die hölzerne Kanzel vom Ende des 17. Jahrhunderts ist mit verkröpftem Gebälk über den Ecksäulchen des Korbs und Schnitzornament an der Korbunterseite, der Kanzelrückwand und auf dem Schalldeckel gestaltet. Das Patronatsgestühl mit vorgestellten Säulchen stammt aus der Zeit um 1700.
Eine Taufschale aus Messing stammt aus der Zeit um 1700. Vier dreiarmige Wandleuchter aus Messing wurden im 19. Jahrhundert geschaffen. Zwei Glocken des 15. Jahrhunderts sind erhalten, davon ist die eine auf das Jahr 1432 datiert und mit gut ausgeprägten figürlichen Reliefmedaillons verziert.
Nachdem die frühere Orgel um 1945 zerstört und geplündert wurde, steht seit 1999 eine Ahlborn-Orgel zur Verfügung.